# Гошиці (Опольське воєводство)
Гошиці (пол. Goszyce) — село в Польщі, у гміні Берава Кендзежинсько-Козельського повіту Опольського воєводства.
Населення — 148 осіб (2011).

## Демографія
Демографічна структура станом на 31 березня 2011 року:
|          | Загалом | Допрацездатний вік | Працездатний вік | Постпрацездатний вік |
| -------- | ------- | ------------------ | ---------------- | -------------------- |
| Чоловіки | 77      | 19                 | 50               | 8                    |
| Жінки    | 71      | 11                 | 37               | 23                   |
| Разом    | 148     | 30                 | 87               | 31                   |